# El Día (krant)
El Día (Nederlands: De Dag) is een dagblad dat uitgegeven wordt in de Spaanse stad Santa Cruz de Tenerife, op het eiland Tenerife, een van de Canarische Eilanden. Het blad is in 1939 opgericht onder de naam La Premsa. Tegenwoordig is El Día het meest gelezen blad van de Canarische eilanden volgens het EGM (Estudio General de Medios). Tussen juli 2010 en juni 2011 had de krant een gemiddelde oplage van 24.533 exemplaren.
Ten tijde van de dictatuur van Francisco Franco was de krant een officieel orgaan van het sindicato vertical, de enige toegestane vakbond. Tegenwoordig slaat het een felle toon aan tegen het andere belangrijke Canarische eiland, Gran Canaria, en de inwoners van dat eiland. Vandaag de dag zijn er op Tenerife ook een televisie- en een radiostation met de naam El Día die tot hetzelfde bedrijf behoren als de krant.